# Kirchenburg Willanzheim

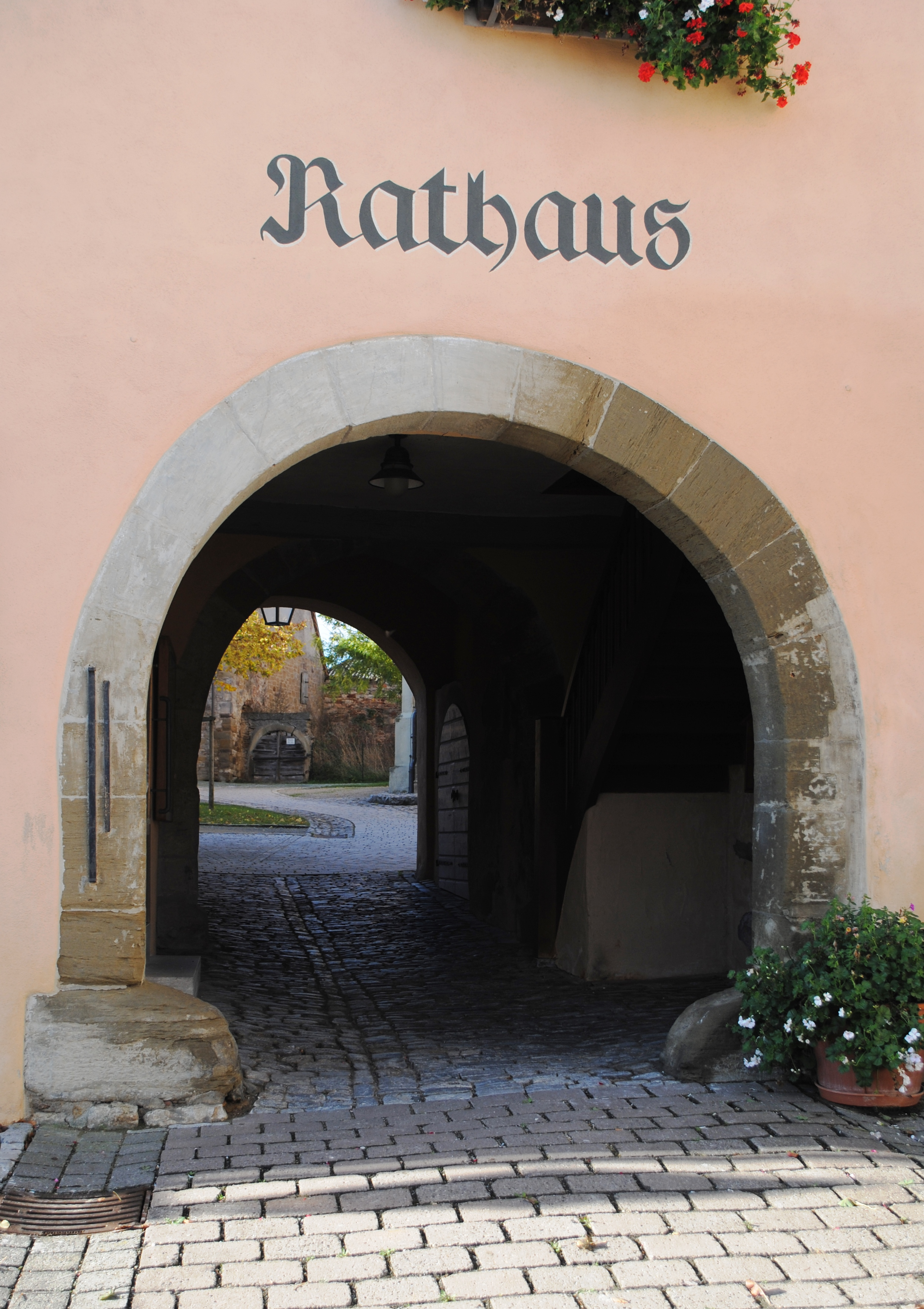
Der Zugang zur Kirchenburg Willanzheim

Die Kirchenburg Willanzheim umfasst die befestigten Bereiche des Kirchhofs um die katholische Pfarrkirche St. Martin im unterfränkischen Ort Willanzheim. Hierzu zählen Teile der Hauptstraße, des Marktplatzes, der Kirchstraße und der Pfarrgasse.

## Lage
Die Kirchenburg befindet sich inmitten der Marktgemeinde Willanzheim. An einem leichten Hang auf etwa 250 m Höhe über Normalnull gelegen, überragt sie das Dorf um bis zu 20 m. Der hufeisenförmige Komplex der Gadenbefestigung umfasst heute eine Fläche von 3893 m2. Das Dorf unterstand ab dem 14. Jahrhundert wechselnden Herren, was häufige Kriege und Plünderungen zur Folge hatte. Dies  begründet auch die ehemalige Dorfbefestigung mit Graben und Hecke. Die Befestigungen sind durch archäologische Befunde des Bayerischen Landesamts für Denkmalpflege belegt.

## Geschichte
Die Geschichte der Kirchenburg ist eng mit der Martinkirche in Willanzheim verknüpft. Diese Kirche wurde im Jahr 742 dem Würzburger Bischof geschenkt, der Kirchhof war wohl bereits damals befestigt. Die ältesten noch erhaltenen Teile der Kirchenburg gehen allerdings auf das 14. Jahrhundert zurück. Damals erbaute man auch den Kirchturm, um einen besseren Überblick über die umliegenden Gebiete zu bekommen. Die Kirchenburg war durch zwei Tore zu erreichen, von denen lediglich das östliche erhalten ist. Eine Befestigung des Kirchhofs wird erstmals im Jahr 1303 erwähnt.
Im 16. Jahrhundert erneuerte man die Befestigung umfassend. Im Dreißigjährigen Krieg wurden die Kirche und ihre umliegenden Befestigungen stark verwüstet. Zunächst besserte man bis ins Jahr 1653 die Kirche aus, bevor man sich den Mauern und Gaden der Kirchenburg zuwandte. Im 18. Jahrhundert erhielt die Burg das Erscheinungsbild, das auch noch weitgehend zu sehen ist. Mit den sich verändernden politischen und militärischen Gegebenheiten konnte die Kirchenburg im 19. Jahrhundert nicht mehr ihren Zweck erfüllen und zerfiel. Zeitweise verwendete man die Keller der Gaden als Lagerräume.
Der Zweite Weltkrieg richtete weitere Schäden an der zerfallenden Gadenbefestigung an. Am 5. April 1945 kam es zu Panzerbeschuss und einem Tieffliegerangriff. Weite Teile der Burg wurden zerstört. Anders als die Kirche, die in der unmittelbaren Folgezeit wieder errichtet wurde, ließ man die Kirchenburg weiter unberührt. Erst in den Jahren 1998–2003 restaurierte man sie, sodass heute Kirche und Kirchenburg den eigentlichen Dorfmittelpunkt bilden. Das Bayerische Landesamt für Denkmalpflege ordnet die Kirchenburg als Baudenkmal unter der Nummer D-6-75-179-2 ein.

## Beschreibung

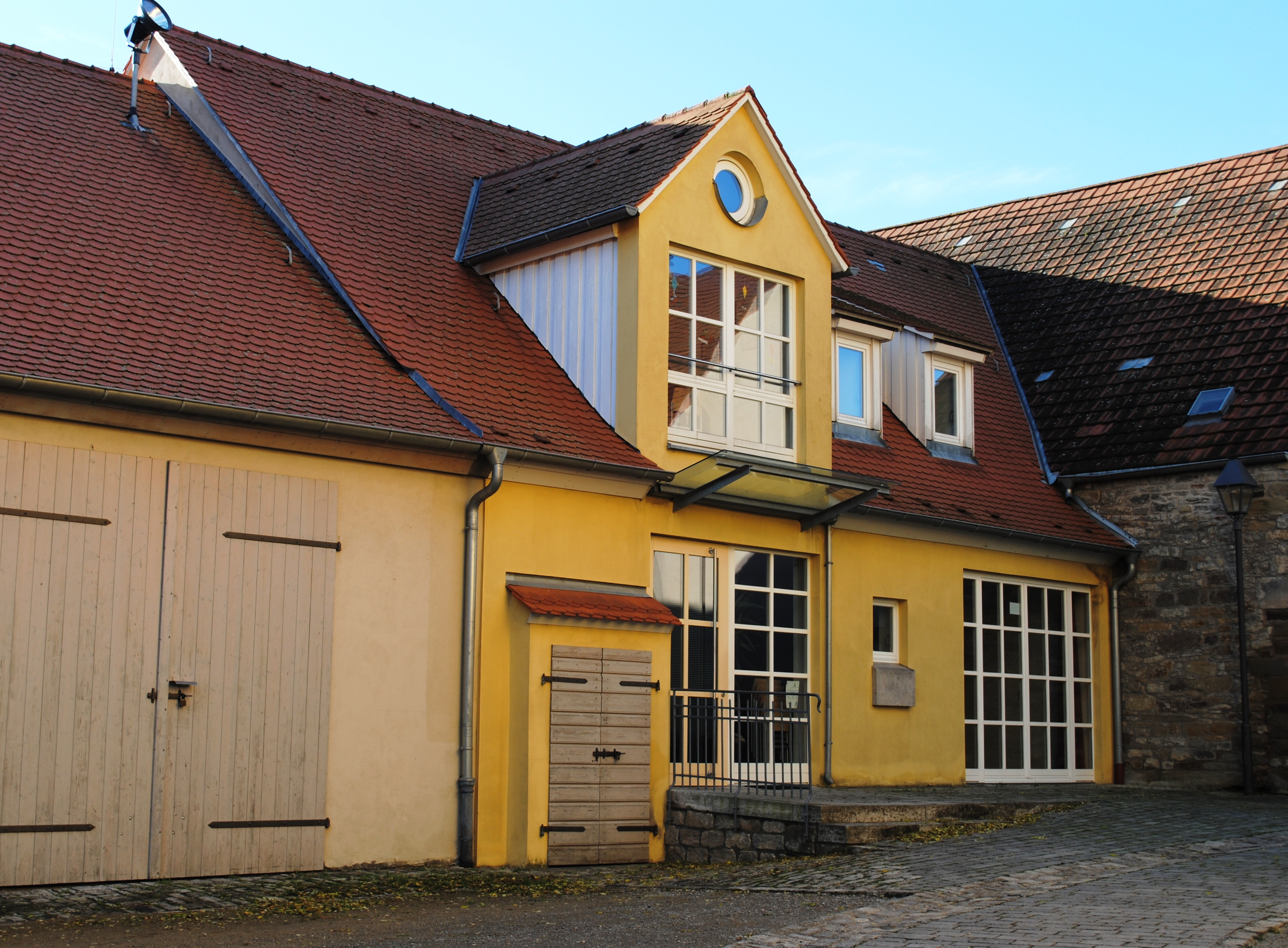
Das sogenannte Martinushaus

Die Kirchhofbefestigung verläuft hufeisenförmig um die Kirche. Diese Form kam zustande, da die Befestigung im Norden der Kirche vollständig fehlt, sodass ein Platz entstanden ist. Gaden umgeben den gesamten, erhaltenen Kirchhof, während Mauerreste nur noch im Süden, Westen und Osten erkennbar sind.

### Kirche
Die Kirche St. Martin bildet den Mittelpunkt der Kirchhofbefestigung. Sie ist nicht geostet, ihr Chor ist nach Süden ausgerichtet. Die Schauseite des Gotteshauses befindet sich im Norden. Dies dürfte auch ein Grund für die Öffnung der Befestigung auf dieser Seite gewesen sein. Drei Fensterachsen gliedern den Bau, im Westen schließt sich die Sakristei an das Gebäude an. Daneben erhebt sich eine Ölberggruppe aus lebensgroßen Figuren.
Im Osten des Gotteshauses schließt sich der Turm an das Langhaus an. Er ist 42 m hoch und überragt die Kirchenburg und das Dorf. Neben seiner Funktion als Wachturm hatte er auch repräsentative Zwecke.

### Gaden

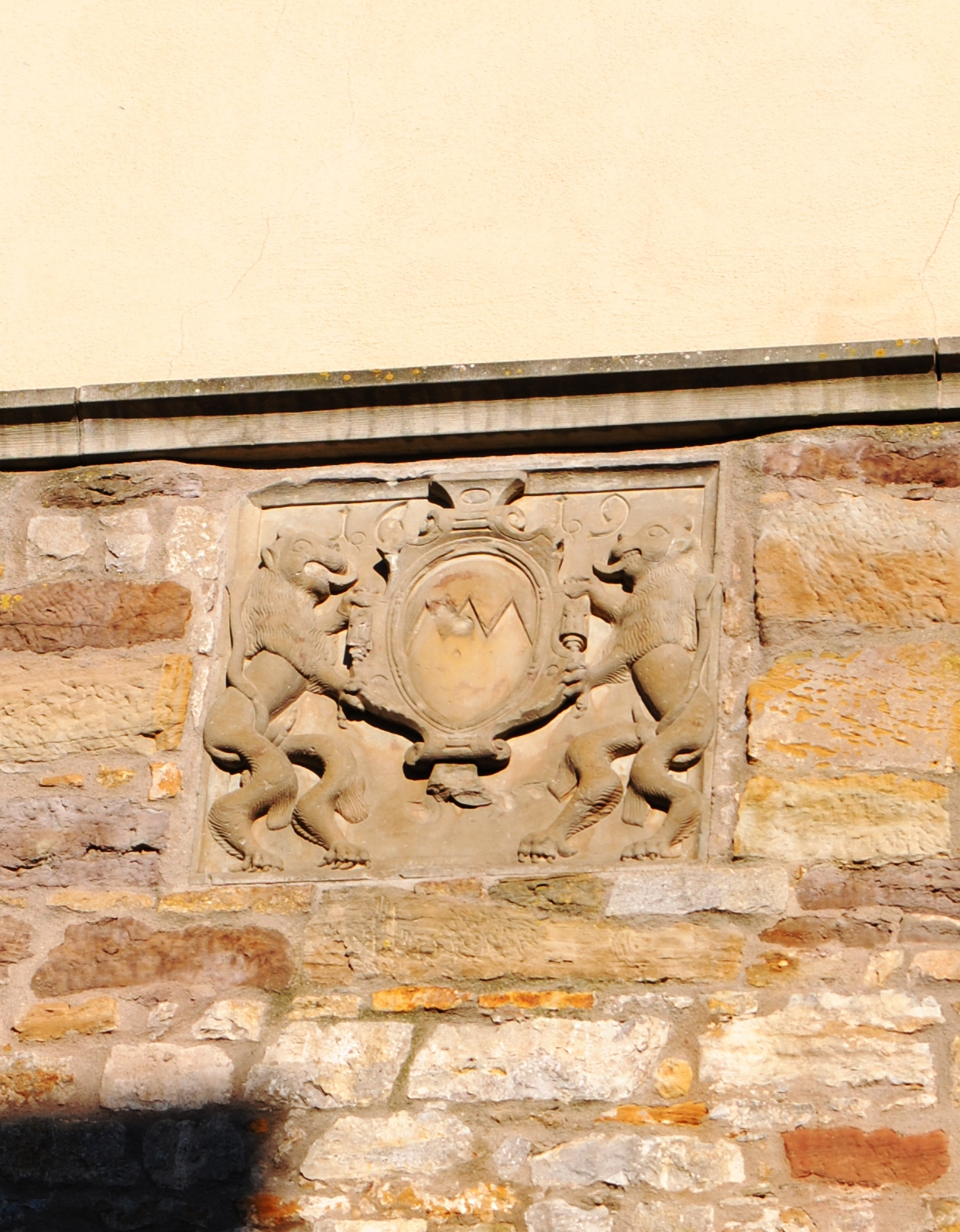
Das Relief im Süden der Anlage

Wichtigster Gaden der Kirchhofbefestigung ist der sogenannte Rathausgaden im Südwesten der Anlage. Er ist zweigeschossig und hat einen doppelten Kellerzugang. Dendrochronologische Untersuchungen des Landesamtes für Denkmalpflege schätzen den Bau von Teilen der Anlage auf das Jahr 1303. Ein Doppeltor aus dem Jahr 1582 leitet zum Rathaus über, das sich zur Straße hin zweigeschossig erhebt. Es ist ebenfalls Teil der Anlage. Am rundbogigen Eingangstor befindet sich eine Messstelle. Zwei Massbänder aus Eisen stellen zum einen das Maß von 60 cm und die gebräuchliche Einheit der Würzburger Elle (83,3 cm) dar.
Nördlich des Rathauses, im Inneren der Befestigung, steht das ehemalige Schulhaus, das nachträglich im Kirchhof errichtet wurde. Es ist ebenfalls zweigeschossig und beherbergt heute den Musikverein des Dorfes. Eine weitere Gade im Süden der Anlage wurde zum Gemeindehaus der Pfarrei, dem sogenannten Martinushaus umgewandelt. Es ist eingeschossig und wurde durch die Erneuerungen zu Beginn des 21. Jahrhunderts stark verändert. Das ehemalige Osttor schloss sich ursprünglich an diese Gade an. Heute befindet sich dort die katholische Bücherei des Ortes.
Weitere Gaden erheben sich im Süden der Befestigung zwischen Rathaus und Martinushaus. Sie sind alle eingeschossig und haben meist doppeltorige Tore und Kellereingänge. Weitere, stark veränderte Gaden befinden sich im Osten der Anlage.

### Mauern
Die erhaltenen Mauerreste im Süden und Osten der Kirchenburg haben einen wehrhaften, glatten Außenbau. Insbesondere im südlichen Teil der Kirchenburg besitzen die Mauerreste Schlitzfenster. Heute sind sie größtenteils von den Gaden überbaut. Ein Relief eines Wappens ist im Südosten in die Mauer eingelassen. Es zeigt den fränkischen Rechen, der von zwei Löwen eingerahmt ist. Darüber befindet sich die Jahreszahl 1619.